# كلويات الماء
كَلَوِيَّات الماء  أو الفصيلة الحب مائية (الاسم العلمي: Hydrocaryaceae) هي فصيلة نباتية تتبع رتبة المزماريات من شعبة المستورات البذور.